# Porsche 956
La Porsche 956 è una vettura da competizione costruita dalla casa costruttrice tedesca Porsche. La vettura è nota al pubblico soprattutto per le sue imprese alla celebre gara di resistenza 24 Ore di Le Mans e nel Campionato del mondo sportprototipi.

## Storia
Nel 1981, dopo lunghe trattative tra FISA e i principali costruttori interessati, venne promulgato il nuovo regolamento tecnico per le vetture "sport" del campionato mondiale sport prototipi. 
Il nuovo gruppo denominato "Gruppo C" era diviso in due categorie "C" (dal 1985 "C1") e "C-Junior" (poi C-2).
A differenza del passato non erano previsti limiti di cilindrata né vincoli sul numero di vetture da realizzare per l'omologazione. Non era prevista derivazione dalle vetture di serie come per il gruppo 5. Era previsto che le vetture dovessero sottostare ad un limite sul consumo di carburante di 60 l ogni 100 km (35 per il C-Junior) e di 2600 l per la 24 ore di Le-Mans.
Furono introdotte, rispetto al gruppo 6 precedente, anche normative sulla sicurezza: serbatoio centrale e non laterale, struttura deformabile di protezione ai piedi del pilota e roll-bar integrale con carrozzeria chiusa. La Porsche pertanto dovette abbandonare il modello 936 con la quale aveva vinto la 24 ore di Le Mans nel 1976, 1977 e 1981.
Costruita dalla Porsche nel 1982 per gareggiare nel campionato mondiale sport-prototipi nella nuova categoria Gruppo C da poco istituita, ebbe una lunga carriera coronata da innumerevoli successi, tra cui quattro edizioni consecutive della 24 Ore di Le Mans e quattro titoli mondiali costruttori. La 956 si dimostrò una vettura formidabile, le altre macchine non erano in grado di contrastare la sua egemonia nelle competizioni questo anche per la mancanza di grandi costruttori impegnati nella serie, solamente la Lancia con la sua LC2 riuscì in qualche occasione a tenerle testa.
A metà anni ottanta viene presentata la Porsche 962, stretta evoluzione della 956, che lentamente andrà a sostituire nelle corse; inoltre molte 956 sono state riconvertite e gradualmente aggiornate come 962, prima per motore e freni e poi nel telaio (che si differenziava solo per l'avanzamento della posizione dell'asse anteriore, imposto dai regolamenti per motivi di sicurezza del pilota). I due modelli erano così "imparentati" che gli appassionati le considerano come un'evoluzione dello stesso modello.

## Tecnica

### Telaio
Corrispondente alle normative Gruppo C, aveva telaio in alluminio monoscocca (novità per Porsche, sino ad allora legata al telaio tubolare) che le permetteva di raggiungere un peso minimo di 840 kg. Progettata da un'équipe diretta da Norbet Singer, fu sviluppata tra l'agosto 1981 (in anticipo alla promulgazione dei regolamenti definitivi) e l'aprile 1982.
Il grande punto di forza della vettura è stata l'affidabilità meccanica, e la sua vendita anche a scuderie private l'ha resa molto diffusa nelle competizioni.
A decretarne la sostituzione con la "962" furono alcune normative regolamentari del campionato statunitense IMSA che prevedevano che la pedaliera fosse dietro le ruote anteriori, il roll-bar protettivo fosse in acciaio e non in alluminio e il motore fosse mono-turbo.

### Motore
Era spinta dal classico 6 cilindri boxer di 2650 cm³ sovralimentato con due turbocompressori KKK, testata a quattro valvole per cilindro per una potenza di circa 620 CV (460 kW) in assetto da gara. Era l'evoluzione del motore che in versione 2,1 o 3,2 l aveva vinto e gareggiato sino al 1980 sulla 935 e sulla 936. Sulla 956B, versione clienti della 956 ufficiale, lanciata nel 1984, la potenza del propulsore in assetto da gara fu portata a 640 CV (470 kW) intervenendo sul sistema di gestione elettronica del propulsore.
A ciò si aggiunse un'ulteriore riduzione dei consumi, dovuta all'improvvisa decisione, comunicata da parte della FIA a campionato già iniziato, di ridurre ulteriormente il quantitativo di carburante a disposizione di ciascuna vettura: la motivazione ufficiale di tale scelta venne data dalla necessità di riequilibrare le prestazioni della Porsche (ormai simili a quelle della Formula 1) rispetto agli altri concorrenti. Come forma di protesta contro questo improvviso cambio regolamentare, la squadra ufficiale Porsche non partecipò alla 24 Ore di Le Mans del 1984. Tuttavia fu una 956B, iscritta dal team Joest, a vincere la competizione, utilizzando tra l'altro una nuova centralina, progettata per adeguare il consumo di carburante alle nuove normative.
Questa evoluzione del "flat-six" era stata studiata inizialmente per partecipare alla 500 miglia di Indianapolis e al campionato statunitense CART, equipaggiando la vettura iscritta dal team "Interscope Racing", appoggiato dalla Porsche, nel 1980. Il progetto era tramontato sul nascere a causa di problemi tecnici, ma anche per la diatriba legale esistente tra l'USAC (organizzatore della 500 miglia) e la federazione "CART", oltre che per il repentino cambio regolamentare che portò alla decisione di ridurre la pressione di sovralimentazione ammessa dal regolamento per i motori a sei cilindri (equiparandola a quella dei motori a 8 cilindri) non appena la CART venne a sapere che la Porsche aveva pianificato di scendere in campo.
Il motore fu convertito dall'alimentazione a metanolo a quella a benzina, e rivisto in alcuni dettagli. Rispetto alla generazione precedente fu adottato il raffreddamento ad acqua della testa motore, mantenendo però quello ad aria per cilindri e basamento. Prima che sulla 956, fu impiegato sulla 936/81 vincitrice della 24 ore di Le Mans del 1981, già in versione pressoché definitiva, con potenza di 620 CV.
Per far fronte alle restrittive norme della "formula consumo" (serbatoio carburante di 100 litri e numero massimo di rifornimenti in corsa limitato), Porsche scelse la via della sovralimentazione: grazie a questi accorgimenti il motore era più gestibile perché ogni qual volta il pilota ne avesse necessità era sufficiente innalzare la pressione del turbo per incrementare la potenza massima (questo avveniva soprattutto in prova per qualificarsi più avanti possibile in griglia), venne successivamente adottata la nuova tecnologia dell'iniezione elettronica che permetteva consumi ottimizzati.
Era possibile inoltre utilizzare la massima potenza in alcune gare al di fuori del campionato, come quelle del Campionato tedesco Sport ove non valevano le restrizioni del consumo.
In questo caso, la potenza del propulsore risultava notevolmente accresciuta, sebbene non esistano dichiarazioni ufficiali e precise in merito.
Il cambio a 5 marce era invece derivato dal cambio studiato per la poco felice "944 GTP" schierata sempre a le Mans.

### Aerodinamica
Molto curata la parte aerodinamica, le prese d'aria per il raffreddamento del motore e dei suoi organi sono in posizione centrale, proprio appena dopo le portiere con apertura a farfalla; la coda alta e sfuggente include un enorme estrattore che crea un importante effetto suolo, a sua volta sovrastato da un alettone appoggiato su due pinne laterali. Tuttavia rispetto ad altre vetture di Gruppo C come la Lancia LC2, la Porsche 956 disponeva di un estrattore meno efficiente a causa della conformazione del motore boxer che essendo piatto e largo permetteva di ricavare due canali Venturi meno ampi.
Esistevano due conformazioni aerodinamiche. Quella standard aveva l'alettone posteriore più alto del padiglione dell'abitacolo) ed offrire un elevato effetto suolo. L'altra (comunemente, ma erroneamente, chiamata "coda lunga" per assonanza col versioni simili per Le Mans dei modelli precedenti) aveva l'alettone posto più in basso, di "corda" ridotta per offrire minore resistenza all'avanzamento a scapito del carico aerodinamico. Era utilizzata praticamente solo a Le Mans. A differenza dei modelli precedenti le vetture potevano passare da una configurazione all'altra in pochi minuti.

## Risultati sportivi

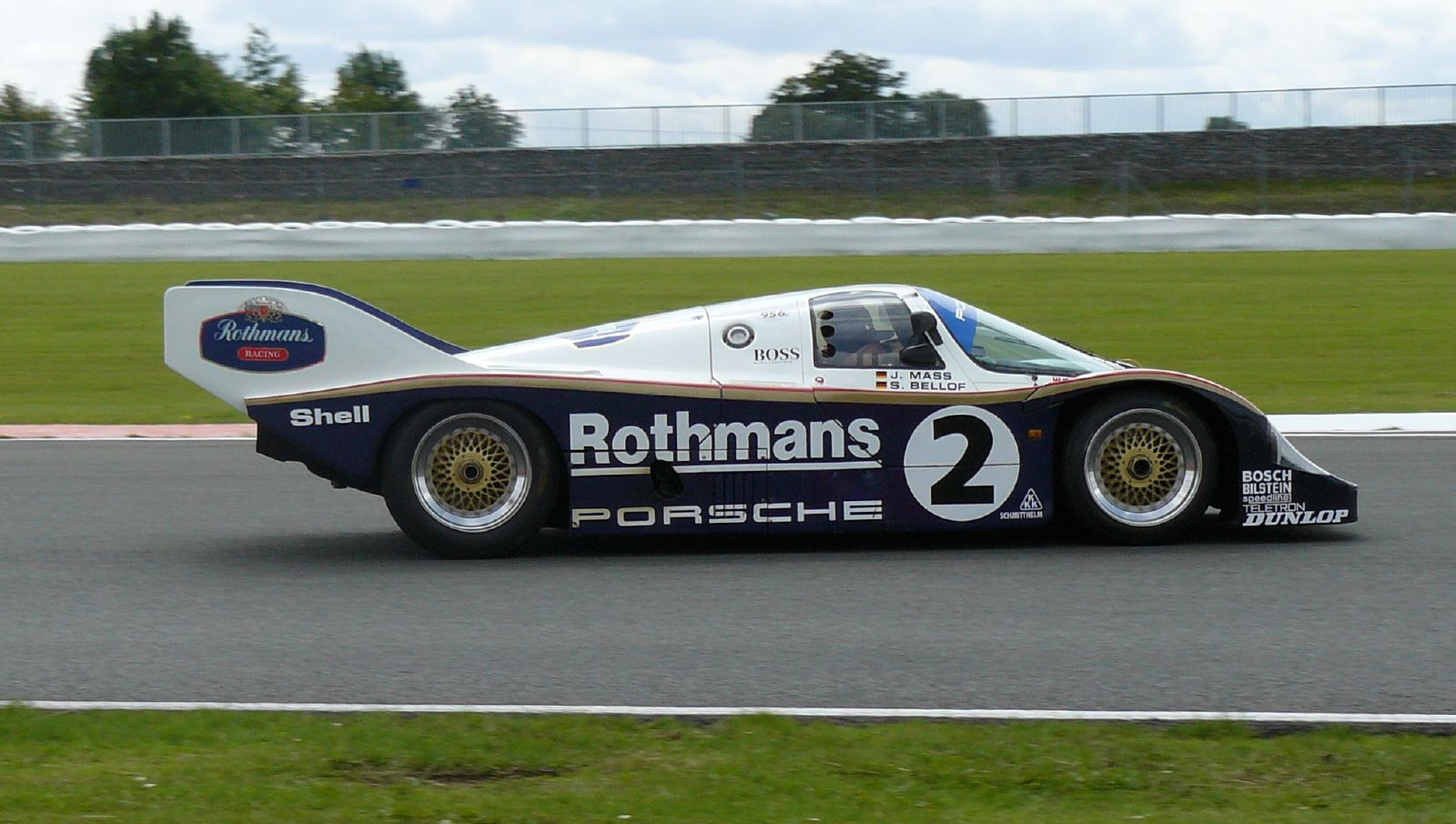
Porsche 956

Con questa biposto, la Porsche ha colto prestigiose vittorie a Le Mans e conquistato allori mondiali:
- 24 Ore di Le Mans: 1982, 1983, 1984 e 1985.
- Campionato mondiale sportprototipi: 1982, 1983, 1984 e 1985.

La vettura vide per la prima volta la pista il 27 marzo del 1982 sul circuito interno della Porsche a Weissach.
Il 1982 doveva essere un anno di transizione e di esperienza. L'esordio con un solo esemplare avvenne in occasione della 6 Ore di Silverstone, seconda gara del campionato. A causa delle limitazioni sul consumo, nulla poté in gara contro la Lancia LC1 che essendo un gruppo 6, non sottostava a tali limitazioni (ma poteva conquistare solo punti per il mondiale piloti e non per quello costruttori). Disertata la gara del Nürburgring, la Porsche si presentò al via nella gara di Le Mans, dove a sorpresa conquistò il successo con Jacky Ickx e Derek Bell.
A questo punto alla Porsche si accorsero di poter conquistare il mondiale marche e si schierò nella gara di Spa a fine agosto. Conquistando il successo, la Porsche si aggiudicò il titolo. In realtà in un primo tempo il titolo sembrava appannaggio della francese Rondeau, ma fu fatto notare che alla Porsche spettavano i punti di un piazzamento di una vettura "Gruppo B" di una scuderia privata nella gara del Nürburgring.
Al Fuji e a Brands Hatch, la Porsche conquistò con Jacky Ickx il titolo piloti. Un doppio successo nel mondiale che non era stato preventivato.

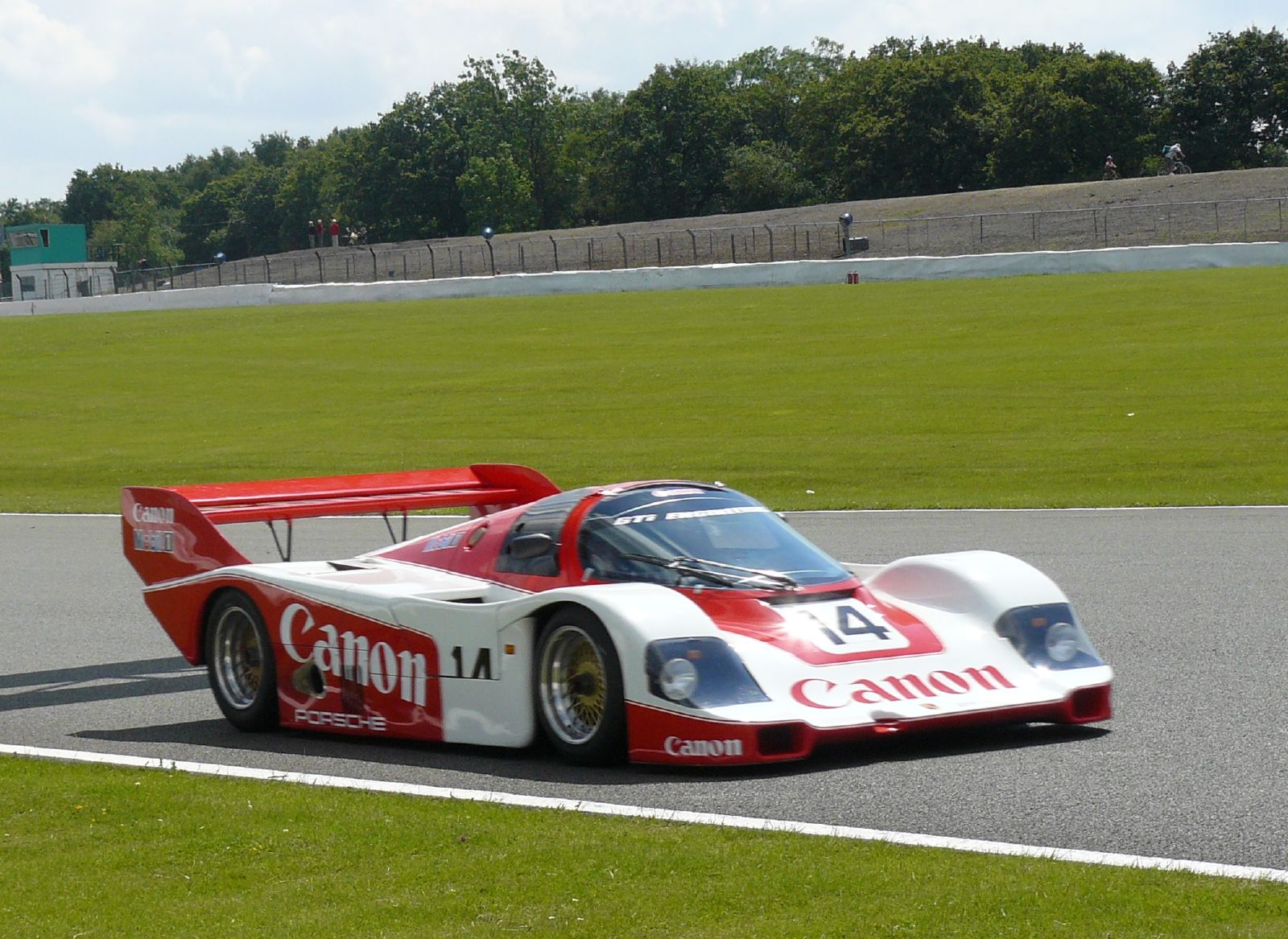
Porsche 956 del team Lloyd

Nel 1983 la Porsche cominciò a vendere delle vetture a scuderie private come la Joest Racing, la Kremer Racing e la Richard Lloyd Racing. Proprio una vettura preparata da Reinhold Joest surclassò le vetture della casa madre nella gara di Monza.
Fu il primo successo dei team privati che spesso, superavano la "casa madre" nell'affinamento della vettura.
La casa ufficiale comunque si riscattò e si aggiudicò tutte le gare successive valide per il mondiale marche. Due delle tre gare valide solo per il mondiale piloti furono vinte da vetture di team privati. 
Degna di nota l'impresa di Le Mans, dove facendo sue le prime 11 posizioni finali fatta salva la nona, ottenne la vittoria più schiacciante da parte di un costruttore.
Nel 1984 le esigenze regolamentari portano alla realizzazione della Porsche 962 che inizialmente però fu utilizzata solo nel campionato statunitense IMSA. Il dominio Porsche continuò aggiudicandosi 10 gare su 11, lasciando alla Lancia solo la vittoria a Kyalami. La squadra ufficiale non partecipò alla 24 Ore di Le Mans per diatribe con gli organizzatori, lasciando il successo alla 956 del Team Joest.
Il 1985 vide la squadra ufficiale schierare quasi solo la 962. La 956 continuò, aggiornata mano a mano, a essere utilizzata dalle squadre private. Proprio con lo stesso esemplare dell'anno prima il team Joest riconquistò la 24 Ore di le Mans, questa volta battendo il team ufficiale, presente alla gara. Inoltre il team Brun conquistò il titolo per squadre (che da quell'anno aveva sostituito quello per costruttori)
La vettura scomparve gradatamente dalle scene: le vetture dei team privati in un primo tempo vennero aggiornate con alcuni contenuti della vettura successiva (freni, cambio), poi venne definitivamente aggiornato il telaio e l'aerodinamica anteriore, diventando a tutti gli effetti delle 962C.
Nel 1987 furono definitivamente messe al bando anche nel campionato mondiale le vetture con pedaliera davanti l'asse e dunque tutte le 956 furono aggiornate in 962.

## Piloti

La Porsche 956B dell'equipaggio Stuck-Bellof nella vittoriosa 1000 km di Imola (1984).

Centinaia di piloti hanno guidato la Porsche 956. Tra gli specialisti delle gare Sport questi vanno ricordati sicuramente:
- Jacky Ickx - plurivincitore a Le Mans e nel Mondiale Piloti
- Derek Bell - plurivincitore a Le Mans e nel Mondiale Piloti
- Jochen Mass
- Vern Schuppan
- Hans-Joachim Stuck
- Stefan Bellof - rimasto mortalmente ferito proprio in una gara al volante della 956
- Manfred Winkelhock - rimasto mortalmente ferito in una gara al volante di una Porsche 962
- Paolo Barilla
- Klaus Ludwig - plurivincitore a Le Mans

Tra i piloti di formula 1 che si cimentarono saltuariamente in gare con queste vetture segnaliamo
- Keke Rosberg
- Derek Warwick - primo a Brands Hatch nel 1983
- Piercarlo Ghinzani - primo al Fuji nel 1985
- Thierry Boutsen
- Mario Andretti
- Ayrton Senna